# Johnston McCulley
Johnston McCulley (* 2. Februar 1883 in Ottawa, Illinois; † 23. November 1958 in Los Angeles, Kalifornien) war ein US-amerikanischer Schriftsteller.

## Leben
McCulley wuchs in Chillicothe (Illinois) auf und arbeitete nach seiner Schulzeit als Journalist bei der Police Gazette. Während des Ersten Weltkriegs diente er als Presseoffizier in der US-Army. Bereits aus dieser Zeit stammen seine ersten literarischen Versuche. Seine Erzählungen erschienen meist in Pulp-Magazinen, meist unter Pseudonymen wie Raley Brien, George Drayne, Monica Morton, Frederic Phelps, Walter Pierson, Rowena Raley, John Mack Stone und Harrison Strong. Einige seiner Erzählungen und Romane wurden verfilmt und dienten auch als Vorlage für Hörspiele.
Da sich McCulley sehr für die Geschichte seiner Heimat interessierte, benutzte er diese immer wieder als Basis bzw. Hintergrund seiner Erzählungen und Romane. Heute noch bekannt sind seine Protagonisten Zorro, Black Star und der Crimson Clown.
Johnston McCulley starb zehn Wochen vor seinem 76. Geburtstag in Hollywood (Los Angeles) und fand seine letzte Ruhestätte auf dem Friedhof Forest Lawn Memorial Park (Los Angeles County).

## Werke (Auswahl)
Erzählungen
- Crutch Brigade. 1944.
- Death plays Santa Claus. 1945.
- Demons of desaster. 1946.
- The stolen story. 1919.
- A Texan rides the trouble way. 1943.

Hörspiele
- The Mark of Zorro.
- Zorro of the pirate raiders.
- Zorro rides again.

Romane
- The curse of Capistrano. 1919.
- The spider strains. 1919.
- Zorro rides again. 1931.
- Zorro hurts a Jackal. 1933.

## Verfilmungen
- 1920: Das Zeichen des Zorro (The Mark of Zorro) – Regie: Fred Niblo
- 1920: Ruth in the Rockies – Regie: George Marshall
- 1924: Ride for your life – Regie: Edward Sedgwick
- 1926: The Ice Flood – Regie: George B. Seitz
- 1937: The red rope – Regie: S. Roy Luby
- 1937: The trusted author – Regie: Robert N. Bradbury
- 1938: Rose of the Rio Grande – Regie: William Nigh
- 1940: Im Zeichen des Zorro (The Mark of Zorro) – Regie: Rouben Mamoulian
- 1941: Todeskarawane (The doomed caravan) – Regie: Lesley Selander
- 1942: Overland mail – Regie: Ford Beebe
- 1946: Die Abenteuer Don Ricardos (Don Ricardo Returns) – Regie: Terry O. Morsde
- 1951: Das Zeichen des Verräters (Mark of the Renegade) – Regie: Hugo Fregonese
- 1958: Zorro räumt auf (The Sign of Zorro) – Regie: Norman Foster, Lewis R. Foster

| Personendaten    | Personendaten                    |
| ---------------- | -------------------------------- |
| NAME             | McCulley, Johnston               |
| KURZBESCHREIBUNG | US-amerikanischer Schriftsteller |
| GEBURTSDATUM     | 2. Februar 1883                  |
| GEBURTSORT       | Ottawa, Illinois                 |
| STERBEDATUM      | 23. November 1958                |
| STERBEORT        | Los Angeles, Kalifornien         |